# Daniel Clowes
Pour les articles homonymes, voir Clowes.
Daniel Clowes, parfois appelé Dan Clowes, né le 14 avril 1961 à Chicago, est un auteur américain de bandes dessinées, illustrateur et scénariste.
Il est notamment lauréat en 2024 du Fauve d'or du meilleur album au Festival d'Angoulême pour son œuvre Monica.

## Comics
Il étudie le dessin de manière plutôt académique à l'Institut Pratt de Brooklyn, mais se considère comme un autodidacte. Ne trouvant pas de travail à New York, il rentre à Chicago et fait ses véritables débuts d'auteur de bandes dessinées dans Love and Rockets no 13 en 1985.
En 1986, il publie son premier comic book chez Fantagraphics Books, Lloyd Llewellyn (6 numéros), qui sera suivi de Eightball (1989), qui paraît toujours et dans lequel seront prépubliées toutes les histoires à présent reprises en albums.
Avec Ghost World (qui sera adapté au cinéma), il détient le record des ventes de son éditeur, Fantagraphics Books (100 000 exemplaires)[réf. souhaitée]. Il a remporté plusieurs prix pour son travail, notamment des prix Harveys en 1997 et 2005 pour le scénario de Eightball.
En 2021, Cornélius, le principal éditeur français de Daniel Clowes, annonce avoir perdu les droits de certains titres de l'auteur au profit d'un autre éditeur dont le nom n'est à cette date pas mentionné. Les titres concernés sont Ghost World, Patience, Eightball et Comme un gant de velours pris dans la fonte. Pour éviter la destruction du stock restant de livres concernés par obligations légales, l'éditeur annonce la mise en vente à prix réduits des titres concernés. Depuis, les ouvrages de Daniel Clowes sont publiés chez Delcourt.
En 2024, il est l'un des finalistes du Grand prix de la ville d'Angoulême aux côtés de Catherine Meurisse et Posy Simmonds, sans en être le lauréat ; son œuvre Monica y remporte cependant le Fauve d'or du meilleur album.

### Rapports avec Adrian Tomine
Daniel Clowes est proche d'Adrian Tomine dont il est l'influence majeure. Ils se rencontrent à Oakland en 1992 après que Clowes a déménagé de Chicago. Son épouse Erika suit des cours dans la même classe que Tomine à l'université de Berkeley et introduit les deux hommes. Les deux auteurs sympathisent malgré leur différence d'âge : Clowes a trente ans et Tomine dix-huit ans. Fruit du hasard qui renforcera leurs liens : ils découvrent à cette époque qu'ils habitent dans la même rue. Tomine revient, entre autres, sur cette période en 2020 dans son autobiographie en bande dessinée La solitude du marathonien de la bande dessinée. Il y raconte certaines anecdotes biographiques liées à Clowes comme leur séjour au festival d'Angoulême en 2009, ou encore le fait que certains lecteurs confondaient leurs livres respectifs, notamment lors d'une séance de dédicace au Japon. Le livre est introduit par une citation de Clowes répondant à un journaliste sur le fait d'être un dessinateur célèbre : « C'est comme être un des joueurs de badminton les plus célèbres au monde. »

## Œuvre

### Style
Son dessin précis, ses ambiances fifties, ses aller-retour constants entre thèmes intimistes, fantastique, science-fiction, auto-fiction, etc., sont sa marque de fabrique.

### Illustrations
Daniel Clowes a illustré au cours de sa carrière plusieurs couvertures pour le New Yorker sous la direction artistique de Françoise Mouly,.
Il a réalisé en dessin les affiches pour les adaptations de ses bandes dessinées Ghost World et Art School Confidential. Il illustre l'affiche du film Happiness de Todd Solondz en 1998, ainsi que l'affiche de la saison 1 de la série télévisée Silicon Valley. Il illustre les rééditions de deux films de Samuel Fueller pour la collection Criterion : The Naked Kiss et Shock Corridor.Il réalise également la couverture d'un comics fictifs Encounter Briefs #23 apparaissant dans le long métrage Paul de Simon Pegg et Nick Frost, film où le personnage joué par Simon Pegg arbore également un t-shirt illustré par la couverture du Rayon de la mort de Clowes,
Au début de sa carrière, dans les années 1980 et 1990, alors qu'il dessine LLoyd LLewellyn, son style est influencé par la mouvance lowbrow comme en témoigne certaines illustration réalisées pour des pochettes de groupes rock comme celle du disque Everything Looks Better in the Dark du duo Frank French & Kevn Kinney; ou encore le design d'une planche de skateboard intitulé Mutant City pour la marque Corey O'Brien and Santa Cruz Skateboards en 1992. L'année suivante, il illustre avec les personnages de Comme un gant de velours pris dans la fonte certains visuels des canettes de l'éphemère marque OK Soda (en), lancée par Coca-Cola. Un choix de la marque qui tend à montrer l'écho du travail de Clowes chez la génération X à l'instar de son collègue Charles Burns qui illustre également des canettes OK Soda, la marque ciblant son marketing ouvertement vers ce groupe social à l'époque.

## Filmographie

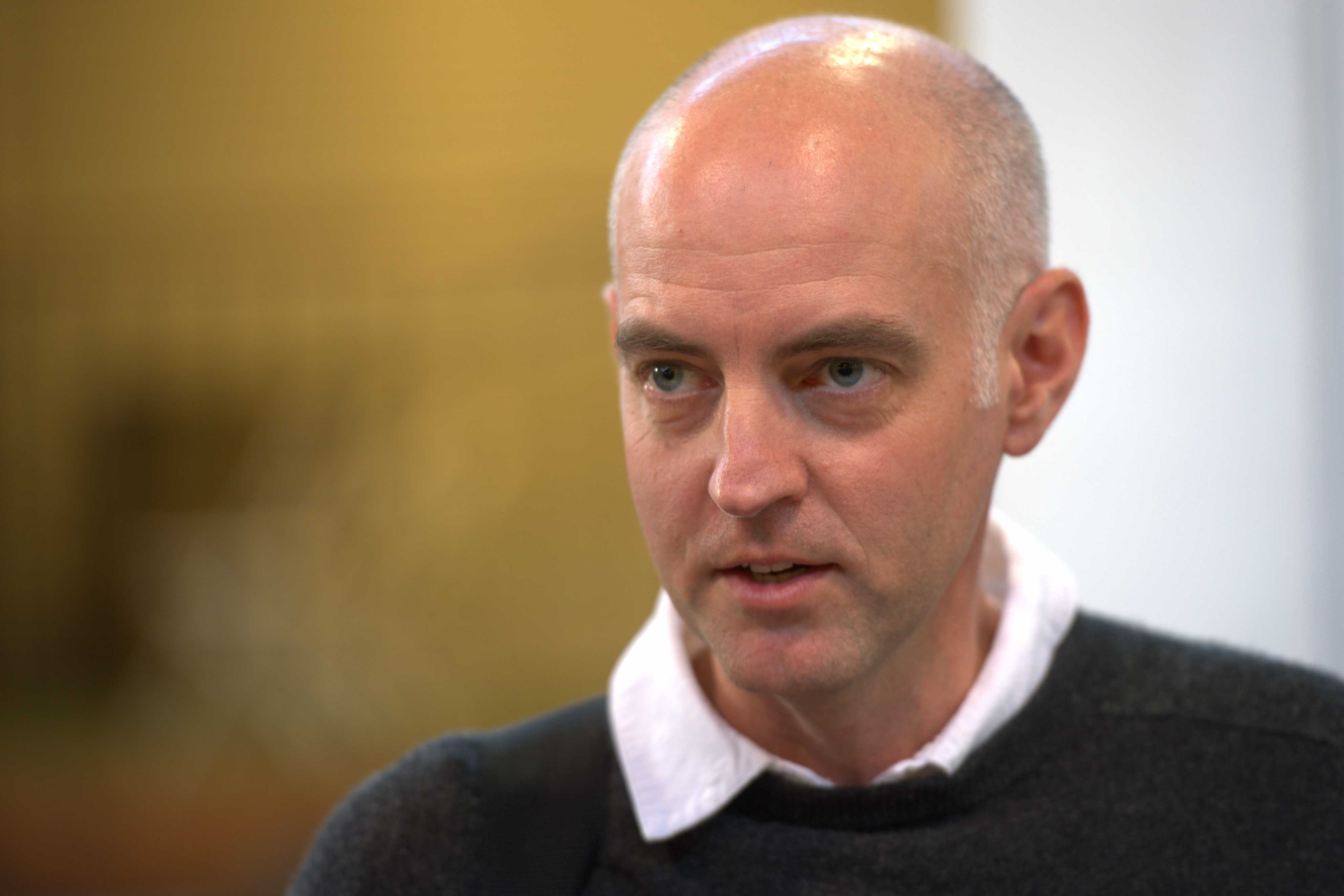
Daniel Clowes à l'APExpo en 2010.

Clowes a été amené en 2001 à travailler comme scénariste de cinéma dans le cadre de l'adaptation de Ghost World, son œuvre culte, réalisé par Terry Zwigoff.
Depuis, il a écrit quelques scénarios qui ne sont plus nécessairement des adaptations de ses œuvres.
Il a également coproduit Art school confidential.
- Ghost World, coscénario et réalisation de Terry Zwigoff, 2001.
- Art School Confidential, réalisation de Terry Zwigoff, 2005.
- The $40,000 Man, coscénario et réalisation de Terry Zwigoff, 2008.
- Megalomania, réalisé par Michel Gondry et Paul Gondry, 2008.
- Wilson, réalisé par Craig Johnson, avec Woody Harrelson dans le rôle-titre, 2017.

## Œuvres publiées

### en anglais
- #$@&!: The Official Lloyd Llewellyn Collection, Fantagraphics, 1989  (ISBN 0-930193-90-3)
- Lout Rampage!, Fantagraphics Books, 1991  (ISBN 978-1-56097-070-5) — Histoires courtes parues dans Eightball
- Like a Velvet Glove Cast in Iron, Fantagraphics, 1993  (ISBN 1-56097-116-9) — Eightball #1-#10
- Pussey!: The Complete Saga of Young Dan Pussey, Fantagraphics, 1995  (ISBN 978-1-56097-183-2) — Eightball #1, #3, #4, #6, #8, #9, #12, #14
- Orgy Bound, Fantagraphics, 1996  (ISBN 978-1-56097-302-7) — Histoires courtes parues dans Eightball
- Ghost World, Fantagraphics, 1997  (ISBN 1-56097-427-3) — Eightball #11-#18
- Caricature, Fantagraphics, 1998  (ISBN 978-1-56097-329-4) — Compilation de plusieurs histoires courtes parues dans Eightball et d'une autre histoire, Green Eyeliner précédemment publiée dans le magazine Esquire
- David Boring (en), Pantheon Books, 2000  (ISBN 978-0-375-40692-8) — Eightball #19-#21
- Twentieth Century Eightball, Fantagraphics, 2002  (ISBN 978-1-56097-436-9) — Compilation de plusieurs histoires courtes issues de Eightball
- Ice Haven, Pantheon, 2005  (ISBN 978-0-375-42332-1)
- Il a participé au tome 7 (2008) des albums collectifs « Kramers Ergot ».
- Wilson, Drawn and Quarterly 2010,  (ISBN 978-1-77046-007-2)
- Mister Wonderful: A Love Story, Pantheon Books, 2011  (ISBN 978-0-307-37813-2)
- The Death-Ray, Drawn and Quarterly, 2011  (ISBN 978-1-77046-051-5) — Eightball #23
- Patience, Jonathan Cape, 2016

### en français
- Comme un gant de velours pris dans la fonte, Cornélius, 1999[19],
- Ghost World, Vertige Graphic, 1999 ; réédité en 2016 par Cornélius.
- Caricature, Rackham, 2000  (ISBN 2-87827-037-1)[20]
- David Boring, Cornélius, 2002[21]
- Pussey!, Rackham, 2002[22]
- Ice Haven, Cornélius, 2006.
- Eightball, Cornélius, 2009 ; réédition intégrale en 2018 par Cornélius.
- LLoyd LLewellyn, L'Intégrale, Le 9e Monde, 2010.
- Le Rayon de la mort, Cornélius, 2010.
- Wilson, Cornélius, 2010.
- Mister Wonderful, Cornélius, 2011.
- Patience, Cornélius, 2016. Sélection officielle du Festival d'Angoulême 2017.
- Monica, Delcourt, 2023. Fauve d'or : prix du meilleur album.

## Adaptations de ses œuvres au cinéma
- 2001 : Ghost World de Terry Zwigoff (également coscénariste)
- 2006 : Art School Confidential de Terry Zwigoff (également scénariste)
- 2017 : Wilson de Craig Johnson (également scénariste)

## Prix et distinctions
- 1990 : Prix Harvey de la meilleure nouvelle série pour Eightball ; du meilleur épisode pour Eightball no 1[23]
- 1991 : Prix Harvey de la meilleure série et du meilleur lettreur pour Eightball ; du meilleur épisode pour Eightball no 2[24]
- 1992 : Prix Harvey de la meilleure série pour Eightball[25]
- 1994 :  Prix Sproing de la meilleure bande dessinée étrangère pour « Blue Italian Shit »[26]
- 1997 : 
  - Prix Harvey de la meilleure série, du meilleur scénariste et du meilleur lettreur pour Eightball[27]
  - Prix Ignatz du meilleur comic book pour Eightball no 17[28]
- 1998 : 
  - Prix Harvey du meilleur épisode pour Eightball no 18[29]
  - Prix Ignatz du meilleur roman graphique ou recueil ; de la meilleure histoire pour Ghost World[30]
- 1999 : Prix Ignatz de la meilleure histoire pour David Boring dans Eightball no 20[31]
- 2000 : Prix Eisner du meilleur auteur réaliste pour Eightball[32]
- 2002 : 
  - Prix Eisner du meilleur numéro et du meilleur auteur réaliste pour Eightball no 22[33]
  - Prix Harvey du meilleur auteur et du meilleur épisode pour Eightball no 22[34]
  - Prix Ignatz du meilleur comic book pour Eightball no 22[35]
  -  Prix Adamson du meilleur auteur international pour l'ensemble de son œuvre[36]
  -  Prix Sproing de la meilleure bande dessinée étrangère pour Ghost World[26]
- 2003 
  - Prix Harvey du meilleur album reprenant des travaux auparavant publiés pour Twentieth Century Eightball (histoires courtes publiées précédemment dans Eightball)[37]
  - Prix Ignatz du meilleur comic book pour Eightball no 23[38]
  -  Prix Urhunden du meilleur album étranger pour Ghost World[39]
- 2005 
  - Prix Eisner du meilleur numéro ou one-shot pour Eightball no 23 : Le Rayon de la mort[40]
  - Prix Harvey du meilleur scénariste et du meilleur épisode pour Eightball no 23[41]
- 2008 : prix Eisner de la meilleure histoire courte pour Mr. Wonderful[42]
- 2011 : prix Eisner du meilleur album pour Wilson[43]
- 2012 : prix Harvey du meilleur album non inédit pour Le Rayon de la mort[44]
- 2016 :  Finaliste prix Bédélys Monde[45] pour Patience
- 2024 : prix du meilleur album du festival d'Angoulême pour Monica[4]

### Documentation

#### Articles
- Romain Brethes, « Daniel Clowes », Beaux-Arts Magazine, hors-série : Qu'est-ce que la BD aujourd'hui ?,‎ 2002, p. 60-61 (ISSN 0757-2271)
- Ken Parille, « Bibliographie Daniel Clowes », PLG, no 37,‎ hiver 2002, p. 40-44.
- (en) Kent Worcester, « Clowes, Daniel », dans M. Keith Booker (dir.), Encyclopedia of Comic Books and Graphic Novels, Santa Barbara, Grenwood, 2010, xxii-xix-763 (ISBN 9780313357466), p. 102-103.

#### Interviews
- Daniel Clowes Interview de Dan Clowes (initialement parue dans le magazine Jade, 1999)
- Daniel Clowes (int. par Rudy Lementhéour), « Interview Daniel Clowes », PLG, no 37,‎ hiver 2002, p. 27-37.
- Daniel Clowes (int. par Todd Hignite), « Daniel Clowes », dans In the Studio : Visits with Contemporary Cartoonists, New Haven et Londres, Yale University Press, 2006, p. 164-191.

#### Critiques d'albums
- Évariste Blanchet, « Comics World. Pussey! », dans Bananas no 2, automne-hiver 2006-2007, p. 67.
- (en) Tom Hart, « Caricature », The Comics Journal, Fantagraphics Books, no 299,‎ août 2009, p. 122-127.
- Olivier Mimran, « Le Rayon de la mort : dur, dur d'être un super-héros », dBD, no 44,‎ juin 2010, p. 82.